# Galeodes turkestanus
Espèce
Synonymes
- Galeodes araneoides turkestanus Kraepelin, 1899

Galeodes turkestanus est une espèce de solifuges de la famille des Galeodidae.

## Distribution
Cette espèce est endémique du Kazakhstan.

## Étymologie
Son nom d'espèce lui a été donné en référence au lieu de sa découverte, le Turkestan.

## Publication originale
- Kraepelin, 1899 : Zur Systematik der Solifugen. Mitteilungen aus dem Naturhistorischen Museum in Hamburg, vol. 16, p. 195–259 (texte intégral).